# Escharella takatukii
Escharella takatukii är en mossdjursart som först beskrevs av Okada 1929.  Escharella takatukii ingår i släktet Escharella och familjen Romancheinidae. Inga underarter finns listade i Catalogue of Life.